# Blau marí
Blau marí, blau ultramar o blau ultramarí és el nom donat als pigments utilitzats per obtenir el color del mateix nom. És una tonalitat del blau especialment fosca que usualment es confon amb el negre quan es parla de la roba.

## Origen
El blau marí té aquest nom perquè va començar a utilitzar-lo els mariners de la marina Reial Britànica el 1748 i posteriorment va ésser adoptat per altres forces navals del món.
En la cultura occidental contemporània, el blau marí per la indumentària és considerat un color conservador i apropiat per als vestits de negocis.
El blau marí també és el color universal per les jaquetes americanes i és el color preferit pels vestits.